# Vodice (Lanišće)
Pour les articles homonymes, voir Vodice.
Vodice (en italien : Vodizze) est une localité de Croatie située dans la municipalité de Lanišće, comitat d'Istrie. Au recensement de 2001, elle comptait 32 habitants.

## Démographie
| 1948 | 1953 | 1961 | 1971 | 1981 | 1991 | 2001 |
| ---- | ---- | ---- | ---- | ---- | ---- | ---- |
| 300  | 213  | 165  | 92   | 63   | 45   | 32   |